# Mathieu Duméry
 (juillet 2025).
La mise en forme du texte ne suit pas les recommandations de Wikipédia : il faut le « wikifier ».
Les points d'amélioration suivants sont les cas les plus fréquents. Le détail des points à revoir est peut-être précisé sur la page de discussion.
- Les titres sont pré-formatés par le logiciel. Ils ne sont ni en capitales, ni en gras.
- Le texte ne doit pas être écrit en capitales (les noms de famille non plus), ni en gras, ni en italique, ni en « petit »…
- Le gras n'est utilisé que pour surligner le titre de l'article dans l'introduction, une seule fois.
- L'italique est rarement utilisé : mots en langue étrangère, titres d'œuvres, noms de bateaux, etc.
- Les citations ne sont pas en italique mais en corps de texte normal. Elles sont entourées par des guillemets français : « et ».
- Les listes à puces sont à éviter, des paragraphes rédigés étant largement préférés. Les tableaux sont à réserver à la présentation de données structurées (résultats, etc.).
- Les appels de note de bas de page (petits chiffres en exposant, introduits par l'outil «  Source ») sont à placer entre la fin de phrase et le point final[comme ça].
- Les liens internes (vers d'autres articles de Wikipédia) sont à choisir avec parcimonie. Créez des liens vers des articles approfondissant le sujet. Les termes génériques sans rapport avec le sujet sont à éviter, ainsi que les répétitions de liens vers un même terme.
- Les liens externes sont à placer uniquement dans une section « Liens externes », à la fin de l'article. Ces liens sont à choisir avec parcimonie suivant les règles définies. Si un lien sert de source à l'article, son insertion dans le texte est à faire par les notes de bas de page.
- La présentation des références doit suivre les conventions bibliographiques. Il est recommandé d'utiliser les modèles {{Ouvrage}}, {{Chapitre}}, {{Article}}, {{Lien web}} et/ou {{Bibliographie}}. Le mode d'édition visuel peut mettre en forme automatiquement les références.
- Insérer une infobox (cadre d'informations à droite) n'est pas obligatoire pour parachever la mise en page.

Pour une aide détaillée, merci de consulter Aide:Wikification.
Si vous pensez que ces points ont été résolus, vous pouvez retirer ce bandeau et améliorer la mise en forme d'un autre article.
Pour les articles homonymes, voir Duméry.
Mathieu Duméry, né le 14 décembre 1981 à Pau, est un animateur de télévision français, également acteur, journaliste et auteur. Il est notamment un des animateurs des 6 saisons de l'émission de vulgarisation scientifique C'est toujours pas sorcier diffusée sur les chaînes et plateforme de France Télévisions. 
En dehors de la télévision, il est également connu, sous le pseudonyme de « Professeur Feuillage », pour ses vidéos touchant à la biodiversité, à l'écologie et au réchauffement climatique.

## Internet
En 2014, Mathieu Duméry crée avec Lenie Cherino la chaîne [vidéo] Feuillage sur YouTube qui rassemble 125 000 abonnés et plus de 5 millions de vues,. Leur programme phare Les Chroniques Ecologiques du Professeur Feuillage, produit par France Télévisions, mêle humour et sensibilisation environnementale. 
Il est le visage français des vidéos Climate School qui visent à mobiliser les salariés contre le réchauffement climatique,.

## Télévision
Depuis 2019, Mathieu Duméry co-anime l'émission C'est toujours pas sorcier aux côtés de Max Bird et Cécile Djunga. Ce programme de vulgarisation scientifique est diffusé sur France 4 et la plateforme Okoo. 
En 2019 et 2021, il co-anime l'Escape Show sur la chaîne Tipik de la RTBF.

## Spectacles
Pour sensibiliser le grand public à la cause environnementale, Mathieu Duméry intervient auprès des scolaires, dans des spectacles comme Hé la Mer Monte ! ou des conférences comme Tedx.

## Publications
- 2016 : Loup-Phoque, avec Davy Mourier (Delcourt)
- 2017 : Ecolobook, avec Lénie Cherino (First Editions)
- 2020 : Hé ! La mer monte, avec Guillaume Bouzard et Eric Chaumillon (Plume de Carotte)
- 2021 : La mer contre-attaque, avec Guillaume Bouzard et Eric Chaumillon (PLume de Carotte)
- 2021 : Mes balades Ecolos, Directeur de collection (Belin)